# Наследие Давида III Куропалата
Наследие Давида III Куропалата представляет собой историческое явление, связанное с земельными владениями, которые, согласно завещанию царя Давида III Куропалата, должны были быть переданы Византийской империи, что послужило причиной длительной войны между Грузией и Византией.
Наследственные владения Давида III Куропалата включали Южное Тао вместе с Басиани. В 979 году за помощь в подавлении восстания Барды Склира византийские власти передали Давиду III «Верхние земли Греции», которые были переданы ему пожизненно (согласно Георгию Афонскому). По словам армянского историка XI века,Степаноса Таронеци, к этим землям относились: крепость Халтой Арич и ее ущелье в западной долине Евфрата, община Чормайри у истоков реки Чорох, Карин или Феодосиополь со своей общиной, крепость Севук в кантоне Мардали, близ истоков реки Аракс, провинции Харх и Апахуник в восточной долине Евфрата. Считается, что Давид III, чтобы сохранить эти земли как наследство, связался с Вардой Фокой, восставшим против императора, но после его поражения (в 989 году) ему пришлось попросить прощения у императора Василия II и согласиться, что после его смерти его владения присоединятся к империи.
Среди ученых нет единого мнения о том, какие земли должны были быть переданы Византии в результате этой сделки. Некоторые полагают, что здесь имелось в виду только «Верхние земли Греции», другие считают, что Давид III оставил свои владения императору. Вторая точка зрения считается более правдоподобной, поскольку «Верхние земли Греции» были переданы ему временно, лишь на время его жизни.